# 渡辺えり
渡辺 えり（わたなべ えり、1955年〈昭和30年〉1月5日 - ）は、日本の女優。演出家、劇作家、作詞家、日本劇作家協会会長。2022年よりファザーズコーポレーション所属。本名および旧芸名は渡辺 えり子（わたなべ えりこ）。

## 略歴
山形県山形市村木沢出身で、5歳のときに同市美畑町に転居。幼少期から演劇に興味を持ちはじめ、中学生のころに「将来は東京で演劇をやりたい」と思いはじめた。
山形県立山形西高等学校在学中は、演劇部に所属していた。高校卒業後、18歳で上京して舞台芸術学院（以下、舞芸と表記）に入学して本格的に演劇を学んだ後、劇団「兼八事務所」に参加。
1978年、23歳のときに舞芸の同期生のもたいまさこらと「劇団2○○」（げきだんにじゅうまる）を結成（1980年に「劇団3○○」（げきだんさんじゅうまる）と改名）。以降、舞台作品において“作(脚本)・演出・出演”の三役をこなす。
1982年、幻児プロの『ウィークエンド・シャッフル』にて映画初出演し、1983年のNHK連続テレビ小説『おしん』へのドラマ出演など、活動の場を広げた。また同年、『ゲゲゲのげ』で岸田國士戯曲賞受賞
して劇作家として認められた。
1996年6月9日、「劇団3○○」所属の12歳年下の若手俳優・土屋良太と東京都渋谷区の代々木八幡宮で挙式。仲人は5代目中村勘九郎が務めた。
1997年「劇団3○○」解散した後、2001年に演劇を含めた企画集団「宇宙堂」を結成（その後「オフィス3○○」に改名）。
2006年4月に関東学院大学工学部客員教授に就任し、現代芸術論を担当。
2007年9月26日、芸名を「渡辺 えり子」から「渡辺 えり」に変更したことを9月27日に公表した。人形劇団結城座自主公演『森の中の海』（同年11月19日より・於下北沢スズナリ）で、作と演出を務める。客演として稲荷卓央（唐組）を迎え、人形と役者の共演を初演出する。
2008年4月1日からシス・カンパニーが所属事務所になった。同年5月10日から6月8日シス･カンパニープロデュース公演『瞼の母』（主演：SMAP・草彅剛）で演出を担当した。
2016年3月1日から日本劇作家協会副会長を、2018年から同会長を務める。
2019年4月1日、土屋良太との離婚を所属事務所の公式ホームページで発表した。
2021年4月12日、12年間所属したシス・カンパニーを円満退社して個人事務所「渡辺えり事務所」を立ち上げることを発表した。

## 人物

### 子供時代
小学校の教員をする父、農協で働く母と弟と祖母のもとで育った。幼いころは、母の実家で叔父や叔母との同居生活だった。当時は父から宮沢賢治や高村光太郎の作品の読み聞かせ、祖母からは地元の民話を聞いて過ごした。
小学校入学後、太っていたことが原因でいじめに遭い、人と会うのが怖くなったため2年生の途中までは学校を休みがちだった。2年生のときに学芸会で演じた“犬のお母さん”役を褒められ、3年生のころは担任から作文や歌を褒められた。これにより自信を取り戻していじめを乗り越え、その後学級委員も務めた。
中学に入ってからは、文化祭の劇で脚本と演出を手掛けるようになった。またこのころ、生徒会の役員や合唱部の部長も務めた。その後父から「(県内有数の進学校である)山形西高校に入ったら卒業後に上京して演劇をやってもいい」と告げられた。必死に勉強して合格したが、その途端父から「そんな約束をした覚えはない」と言われたため、高校卒業までの3年間はこれを巡って父とよくケンカになったという。

### 本格的に演劇の道へ
高校卒業後、父の反対を押し切って上京し舞台芸術学院（舞芸）に入って2年間仲間と演劇に打ち込んだ。卒業後、同学院講師の1人・兼八善兼（かねはちよしかね）や仲間とともに劇団「兼八事務所」を立ち上げ、作品を上演しはじめた。同時期に「劇団青俳」の裏方の手伝いや「劇団青俳」の同期に当時美輪明宏の弟子がいた繋がりで、美輪の舞台の演出助手も経験した。
23歳のときに舞芸や「兼八事務所」の仲間たちと「劇団2○○」を立ち上げたが、当初はなかなか観客が集まらなかった。しかし、その後口コミで徐々に評判となり、いつの間にか立ち見が出るようになった。1982年に上演した『ゲゲゲのげ』では、100席の小劇場に350人もの観客が来場した。
1997年、さまざまな要因により「劇団3○○」を解散し、以後「好きなことだけやろう」と思って色々と仕事を続けた。しかしその後、とある舞台で大きな“壁”を乗り越えたことが自信に繋がり、「宇宙堂」を立ち上げることとなった。

### 貧しい若手時代、『おしん』への出演
さかのぼって上京してからの約10年間は貧しい劇団員で食費や家賃の支払いに困り、一時はアルバイトを3つかけもちするほどだった。その後、岸田國士戯曲賞受賞により雑誌の原稿を書く仕事を依頼されるようになり、原稿料で何とか食べていけるようになった。ただし、当時住んでいた六畳一間のアパートの家賃まではまかないきれず、その後もときどき滞納せざるを得なかった。
同年、NHKから朝ドラ『おしん』への出演を依頼されると、当時劇団が1年間活動を休止していたため引き受けることができた。同作でヒロインのおしんをいびる兄嫁・とら役を演じたが、当初の出演はドラマ中盤に数シーンだけの予定だった。しかし渡辺の出演回の放送を見た、原作者・橋田壽賀子に演技を気に入られ、最終的にとらの老婆時代まで出演シーンが増えた。本作のギャラで滞納していた家賃を払い、この出演を機に仕事の依頼が増えたことで以降滞納せずに暮らせるようになったという。

### 対人関係
劇団を旗揚げしようと思ったのは、上京後の18歳のころに舞台『盲導犬』を観劇して主演の蟹江敬三の芝居に衝撃を受けたことがきっかけ。
18代目中村勘三郎とは、歌舞伎のアシスタントを務めたり勘三郎のテレビ番組でサポートを務めることも多く、昔から酒をよく飲み語り合う仲だった。勘三郎の名跡を継ぐ前である勘九郎時代に舞台の台本を書くためにと、彼の自宅の空いている部屋を借りる話があった。勘九郎曰く「この人（渡辺）と出会ったのはよかったよ。最高だよ」と、冗談ぽく、しかし信頼をおいて渡辺を評する。そんな勘九郎のことを渡辺は、オフでは「哲明さん」と本名で呼ぶことが多かった（『しのぶとえり子のふっふっふ』にて）。
先述のとおり美輪明宏とは、渡辺が20代前半のころから親しくしている。演劇人として駆け出しのころに美輪の舞台で裏方を務めた際、制作スタッフから小道具の金の器を予算1000円以内で作るよう指示された。工夫して器を完成させたところ、豪華な壺のような出来栄えに美輪から褒められてとても喜んだという。また、「劇団3○○」への改名や、自身の芸名“渡辺えり”への改名は、美輪の助言によるものである。
宇梶剛士は、役者修行の身だった彼を美輪から託されて「劇団3○○」で演技指導し、舞台を経験させた。このため宇梶は、「未だに（渡辺には）頭が上がらない」とたびたび発言している。
高畑淳子とはお互いに舞台女優出身で10年来の飲み仲間で親友の一人でもあり、2024年3月18日放送の『徹子の部屋』に二人で仲良く出演している。

### 考え方
2005年3月、『マガジン9』の発起人の一人となった。しんぶん赤旗の紙上で共産党への期待も語った経験がある。
憲法第9条の改正に反対している。また、平和安全法制にも反対を表明している。
平成28年の熊本大地震後のバラエティ番組放送自粛に関して、当時レギュラー出演していたフジテレビ制作『バイキング』において以下の発言をしている。「（自粛に関しては『必要』という姿勢を示しつつも）、単にバラエティ番組を放送しないのではなく、内容を被災者向けに配慮するなどの措置はすべき」との考えを語り、自身の体験談も交えながら涙で訴えた。
いつごろからかは不明だが、本人は「演劇の持つ力を信じ、“差別や格差をなくして平和の大切さを強く訴えたい”という思いが、演劇を続ける原動力となっています」との考えを持っている。

### その他
- 血液型はO型、身長は160cmである。
- 幼少期から死恐怖症いわゆるタナトフォビアという珍しい精神疾患を患っており、2歳のころに自我が芽生えたとき、母親に「どうして自分を生んだんだ！」と発言して母親を困惑させたことがある[17]。しかし5歳のころにある物語を読んだところ、自分の死のことを忘れられることに気がついたという。演劇を始めたきっかけも、「そのときだけは、死を忘れることができて[18]、なおかつ熱中できるから」という一風変わったものであった。
- 10代のころは沢田研二の大ファンだった。上京する際「芝居をやりたい」という理由のほか、「東京に行けば憧れの沢田研二に会えるかも」という想いもあった[2]。
- 以前はタバコを1日に約100本吸うほどのヘビースモーカーだった。54歳のときに医者から副流煙による受動喫煙やニコチン中毒を指摘されたことでタバコをやめた[5]。また病気に関しては14歳で蓄膿症、30歳すぎに子宮内膜症、52歳で扁桃腺膿腫などにかかり、それぞれ手術を経験した[5]。

## 出演

### テレビドラマ
- 連続テレビ小説（NHK総合）
  - おしん（1983年） - 谷村とら 役
  - 春よ、来い（1994年） - 佐藤かね 役
  - 天うらら（1998年） - 松尾百合子 役
  - おひさま（2011年） - 村上カヨ 役
  - あまちゃん（2013年） - 今野弥生（騒音ばばあ） 役
- ビートたけしの学問ノススメ（1984年、TBS） - 馬場志づ子 役 （脚本も担当）
- 花へんろ 風の昭和日記（1985年、NHK総合） - ミチ 役
- 水曜ドラマスペシャル「恋子の毎日」（1986年、TBS）
- ばら色の人生（1987年、NHK総合）
- 現代恐怖サスペンス「誰かが夢を覗いてる〜あるOLの場合…」（1987年、関西テレビ）
- 明日はアタシの風が吹く（1989年、日本テレビ）
- 月曜ドラマスペシャル→月曜ミステリー劇場→月曜ゴールデン（TBS）
  - バイト人生百発百中（1989年12月11日）
  - 娘36歳少し不幸せ（1993年5月17日） - 主演
  - 不倫調査員・由美の推理「十二秒の誤算」（1995年10月23日） - 石上英子 役
  - 松本清張特別企画・紐（1996年7月1日） - 青木ます子 役
  - ご存じ!サウナの玉三郎!!シリーズ
    - ご存じ!サウナの玉三郎1!!「男と女の怪々事件!!」（1996年9月9日）
    - ご存じ!サウナの玉三郎2!!「浪花節だよ人生は〜琵琶湖旅情編」（1997年11月3日）

  - ミステリー作家 江戸川蘭子の事件簿（1999年3月1日） - 主演・江戸川蘭子 役
  - 示談交渉人甚内たま子裏ファイルシリーズ - 主演・甚内たま子 役
    - 示談交渉人甚内たま子裏ファイル1（2001年6月18日）
    - 示談交渉人甚内たま子裏ファイル2（2002年6月24日）
    - 示談交渉人甚内たま子裏ファイル3（2004年1月19日）
    - 示談交渉人甚内たま子裏ファイル4（2005年2月7日）
    - 示談交渉人甚内たま子裏ファイル5（2007年6月18日）
    - 示談交渉人甚内たま子裏ファイル6（2008年5月26日）

  - 大家だけが知っている! 〜幸多福子の下町事件簿〜（2010年8月2日） - 主演・幸多福子 役
- 火曜サスペンス劇場（日本テレビ）
  - 「名無しの探偵6・愛の虚構」（1990年）
  - 「転勤判事シリーズ（1997年 - 1998年） - 主演・二宮純子 役
    - 転勤判事1（1997年9月2日）
    - 転勤判事2（1998年1月13日）
    - 転勤判事3（1998年6月30日）
    - 転勤判事4（1998年10月13日）
- 誘惑（1990年、TBS） - 大野幸江 役
- 豆腐屋直次郎の裏の顔（1990年 - 1992年、朝日放送） - 花井真知子 役
- 世にも奇妙な物語（フジテレビ）
  - '91春の特別編「朝まで生殺人」（1991年） - 山田正子 役
  - '14春の特別編「墓友」（2014年4月5日） - 軽部千代美 役
- 愛はどうだ（1992年、TBS） - 真行寺姫子 役
- 夜に抱かれて（1994年、日本テレビ） - 君塚畝子 役
- 女囚〜塀の中の女たち（1995年、TBS）
- 藏（1995年、NHK総合） - 昌枝 役
- スペシャルドラマ「誰かが誰かに恋してる」（1996年、TBS）
- 東京卒業（1996年、TBS）
- 炎の奉行 大岡越前守（1997年、テレビ東京） - お清 役
- 新幹線'97恋物語（1997年、TBS） - 寺田小百合 役
- 湾岸署婦警物語 初夏の交通安全スペシャル（1998年、フジテレビ） - 桑野冴子 役
- 元禄繚乱（1999年、NHK総合） - 阿久利 役
- スキッと一心太助（1999年、NHK総合）
- OUT〜妻たちの犯罪〜（1999年、フジテレビ） - 吾妻ヨシエ 役
- 京都潜入捜査官（2000年、テレビ朝日） - 亀田チヅル 役
- 金曜エンタテイメント「年の差カップル刑事2〜お嬢さんを私にください〜」（2001年、フジテレビ） - 佐倉香梨 役
- 逮捕しちゃうぞ（2002年、テレビ朝日） - 交通課長・牧村亮子 役
- 女と愛とミステリー「みちのく蕎麦街道熱人事件」（2003年、テレビ東京） - 主演・夏樹優子 役
- 夜逃げ屋本舗（2003年） - 須藤光子
- スカイハイ2（2004年、テレビ朝日） - 久米島かの子 役
- 駄目ナリ!（2004年、よみうりテレビ）
- ぶるうかなりや（2005年、WOWOW）
- Happy!（2006年4月7日、TBS） - 龍ヶ崎花江 役
  - Happy!2〜私、先輩のためにガンバリます。〜（2006年12月26日）
- こんにちは、母さん（2007年、NHK総合） - 番場さゆり 役
- 土曜ワイド劇場（テレビ朝日）
  - 京都B級グルメ殺人シリーズ
    - 京都B級グルメ殺人事件帖 オムライスの謎 結婚式の鐘が逃亡犯を招き寄せる! 年の差夫婦探偵登場（1997年11月15日） - 主演・松尾ふく子 役
    - 京都B級グルメ殺人マップ 肝っ玉女シェフと年下風来坊の路地裏グルメ探偵団 悪徳美容整形に泣いた美人OL!(1999年3月6日) - 主演・大前田ルミ子 役
    - 京都B級グルメ殺人メニュー! 高級料亭スキャンダル連続殺人 京都－岡山女の旅 A級B級グルメ対決!(2001年6月16日) - 主演・豊田ミツ子 役

  - 100の資格を持つ女〜ふたりのバツイチ殺人捜査〜シリーズ - 主演・西郷美千花 役
    - 100の資格を持つ女〜ふたりのバツイチ殺人捜査〜特命潜入!美人シングルマザーの転落死の謎を暴け！残された娘の鎮魂歌（2008年3月29日）
    - 100の資格を持つ女 2〜ふたりのバツイチ殺人捜査〜ワインの里に蘇る悲劇のヒロイン、美人妻の絡む完全犯罪の謎を暴け（2009年6月27日）
    - 100の資格を持つ女 3〜ふたりのバツイチ殺人捜査〜風薫る水郷・老舗の醤油蔵に呪いの連続殺人!! 美人妻を追い詰める不倫夫と鬼姑の愛憎…完全すぎるアリバイの謎（2010年3月20日）
    - 100の資格を持つ女 4〜ふたりのバツイチ殺人捜査〜特命潜入!ウエディングプランナー連続殺人事件!! 情念の花嫁衣装と偽装殺人の謎…容疑者はバツイチ刑事の妻と娘!?（2010年8月28日）
    - 100の資格を持つ女 5〜ふたりのバツイチ殺人捜査〜江ノ島・老舗旅館の壮絶家督争い!美人仲居の悲しき過去と連続殺人に秘められた驚愕の真実とは?（2011年10月15日）
    - 100の資格を持つ女 6〜ふたりのバツイチ殺人捜査〜夫殺しの容疑者は新妻!?政略結婚の果てには連続殺人の罠!美人社長の封印された衝撃の過去（2012年6月16日）
    - 100の資格を持つ女 7〜ふたりのバツイチ殺人捜査〜信州の老舗蕎麦屋に潜入捜査!シングルマザーに警官殺し疑惑!! 美女の涙に秘められた驚愕の真実とは？（2013年6月15日）
    - 100の資格を持つ女 8〜ふたりのバツイチ殺人捜査〜小江戸・川越の老舗レストランに潜入捜査!名店の裏に隠された親族の崩壊と復讐!! 小さな命を奪った連続殺人事件の真実（2014年1月11日）
    - 100の資格を持つ女 9〜ふたりのバツイチ殺人捜査〜会津若松・老舗漆器店へ潜入捜査!美女の囁きに嵌められた蒔絵職人!! 結婚詐欺と御家騒動に秘められた驚愕の真実（2015年1月17日）
    - 100の資格を持つ女10〜ふたりのバツイチ殺人捜査〜店長から板前まで全員が女性の居酒屋チェーンで連続殺人事件！嫉妬か？いじめか？復讐か？その裏にある驚愕の実態を暴け!!（2015年10月10日）
    - 100の資格を持つ女11〜ふたりのバツイチ殺人捜査〜小山田刑事刺される!! 三浦半島三崎のマグロ割烹へ潜入捜査! 仕組まれた痴漢、振込詐欺…美人女将に寡黙な板長、訳あり仲居の裏側に隠された真実とは!?（2016年6月18日）
    - 100の資格を持つ女12〜ふたりのバツイチ殺人捜査〜狙われたアイドル! 未解決、夢と絶望のストーカー殺人の闇!! 沖縄の高級リゾートホテルで因縁の再会 母の無念と涙の復讐劇!!（2017年3月4日）

  - 遺品の声を聴く男シリーズ - 玉枝陽子 役
    - 遺品の声を聴く男〜美人OLの封印された過去!連続レイプ殺人事件に狂わされた人生…遺品整理人は見た!!涙の復讐劇に秘められた真実（2009年5月16日）
    - 遺品の声を聴く男2〜白骨遺体が語る愛憎劇！美人妻と愛人との交錯する執念…遺品整理屋は見た!!15年前の誓い…哀しき殺人者の逃亡の果て（2010年9月18日）
    - 遺品の声を聴く男3〜美人社長の笑顔に秘められた壮絶人生!介護ビジネスに渦巻く欲望の罠と連続殺人の謎？遺品が語る転落死の真実とは？（2012年1月21日）
    - 遺品の声を聴く男4〜美人看護師殺人事件！崖っぷちの毒草が真実を語る!!遺族の悲しい復讐と涙で滲む父娘の再会（2013年5月25日）
    - 遺品の声を聴く男5〜狙われた天才ピアニストと美貌の母!留守電に残された死者からのメッセージ!? 究極の母性が隠蔽した13年前の驚愕の真実（2014年6月21日）
- 24時間テレビ みゅうの足パパにあげる（2008年8月30日、日本テレビ） - 桜井美保子 役
- 小児救命（2008年10月-12月、テレビ朝日） - 赤池小夜子 役
- こちら葛飾区亀有公園前派出所（2009年、TBS） - モエコ 役
- 素直になれなくて（2010年、フジテレビ） - 奥田真理子 役
- 崖っぷちのエリー〜この世でいちばん大事な「カネ」の話（テレビ朝日・朝日放送、2010年7月 - 9月） - 相原光代 役
- 10年先も君に恋して（2010年、NHK総合）
- 金曜プレステージ（フジテレビ）
  - 死の三角地帯（2011年7月15日）
  - 銭女（2014年4月11日） - 主演・蓮見恵 役
  - 夏樹静子サスペンス 女請負人〜仕掛けられた女の罠〜（2014年9月12日） - 仁科佳子 役
- 水曜ミステリー9（テレビ東京）
  - 鑑識特捜班・九条礼子〜骨を知る女〜（2012年2月22日） - 主演・九条礼子 役
    - 鑑識特捜班・九条礼子〜骨を知る女〜2（2012年10月3日）
    - 鑑識特捜班・九条礼子〜骨を知る女〜3（2014年4月16日）

  - 激突!アラフィフ熟女刑事の事件簿（2015年6月10日） - 主演・桃山美以子 役
- HTBスペシャルドラマ 幸せハッピー（2012年12月15日、北海道テレビ） - 主演・勝又花子 役
- 夫のカノジョ（2013年10月-12月、TBS） - 謎の女 役
- 珈琲屋の人々（2014年4月 - 5月、NHK BSP） - 丹羽元子 役
- 松本清張二夜連続ドラマスペシャル・第一夜「松本清張〜坂道の家」（2014年12月6日、テレビ朝日） - 寺島ミツ 役
- プレミアムよるドラマ「オンナミチ」（2015年8月 - 9月、NHK BSP） - おばちゃん（52歳の山口梨花） 役[19]
- 新春ドラマ特別企画「最強のオヤコ」（2016年1月10日、毎日放送・TBS） - （友情出演）
- 女たちの特捜最前線 第1話（2016年7月21日、テレビ朝日） - 須賀里美 役
- 誘拐ミステリー超傑作 法月綸太郎 一の悲劇（2016年9月23日、フジテレビ） - 小笠原花代 役[20]
- 放送90年 大河ファンタジー「精霊の守り人II 悲しき破壊神」（2017年1月21日 - 3月25日、NHK総合） - マーサ 役
  - 精霊の守り人 最終章（2018年1月6日）
- 警視庁・捜査一課長 season2 第1話「帰って来た最強の刑事VS絶対に捕まらない殺人犯！首都高を完全封鎖…時速15キロで脱出した美女とムササビ」（2017年4月13日、テレビ朝日） - 中谷静江 役
- ぬけまいる〜女三人伊勢参り 第4話・第5話（2018年11月24日・12月1日、NHK総合） - おたつ 役
- 孤独のグルメ Season8 第8話（2019年11月23日、テレビ東京） - お母さん 役
- 女系家族（2021年12月4日・5日、テレビ朝日） - 矢島芳子 役[21]
- 無能の鷹 第5話（2024年11月8日、テレビ朝日） - 百舌子 役[22]

### 映画
- ウィークエンド・シャッフル（1982年10月23日） - 住之江淑 役
- 青春かけおち篇（1987年2月7日）
- いこか もどろか（1988年8月27日）
- !［ai-ou］（1991年）
- グッバイ・ママ（1991年4月20日）
- 君と見たい怖い話 V （1992年1月25日）
- おこげ（1992年10月10日）
- 忠臣蔵外伝 四谷怪談（1994年10月22日） - お槇 役
- Shall we ダンス?（1996年1月27日） - 高橋豊子（オバサンダンサー） 役
- 流れ板七人（1997年）
- カンゾー先生（1998年） - 出兵兵士の母親 役
- 完全なる飼育（1999年1月30日）
- しあわせ家族計画（2000年9月16日） - 川尻優子 役
- 17才 〜旅立ちのふたり〜（2003年9月13日） - 尾崎和代 役
- 解夏（2004年1月17日） - 克子 役
- スウィングガールズ（2004年9月11日） - 鈴木早苗（友子の母） 役
- 蟬しぐれ（2005年） - おとら 役
- 明日の記憶（2006年5月13日） - 浜野 喜美子 役
- ICHI（2008年10月25日） - お浜 役
- コトバのない冬 echo of silene（2008年制作、2010年2月20日）
- 舞妓はレディ（2014年9月13日） - 豆春 役
- お父さんと伊藤さん（2016年10月8日、ファントム・フィルム） - 小枝子 役[23]
- サバイバルファミリー（2017年2月11日、東宝） - 古田富子 役
- メアリと魔女の花（2017年7月8日） - バンクス 役（声）
- ルームロンダリング（2018年）[24]
- カツベン!（2019年12月13日） - 青木豊子 役
- ロマンスドール（2020年） - 田代まりあ 役
- 海辺の映画館―キネマの玉手箱（2020年7月31日、アスミック・エース） - 宮地節子 役
- ばるぼら（2020年11月20日、イオンエンターテイメント） - ムネーモシュネー 役

### 舞台
- ドレッサー（1988年）
- 楡家の人びと（1991年）
- 野田秀樹の真夏の夜の夢（1992年）
- 5時の恋人（1992年）
- 阿呆劇 フィガロの結婚（1995年）
- おやすみ、母さん（2001年）
- 喜劇 別府温泉狂騒曲 地獄めぐり（2002年）
- ミレナ（2002年）
- 東京のSF（2002年）
- ドタキャンするの!?（2003年） - 演出・出演
- りぼん（2003年） - 作・演出・出演
- ミザリー（2005年6月 - 7月・2007年9月 - 11月）
- ロープ（2006年）
- 楽屋〜流れ去るものはやがてなつかしき〜（2009年）
- ペテン・ザ・ペテン（2011年）
- トップ・ガールズ（2011年）
- オフィス3○○公演「天使猫」（2014年10月~11月、東京・石巻・愛知・福島・仙台・山形公演）
- 渡辺えり還暦特別公演 オフィス300「ガーデン 〜空の海、風の国へ〜（2015年12月）
- おばこ/渡辺えり愛唱歌（2016年2月、三越劇場） - 主演・花子 役[25]
- ミュージカル「わがまま」（2016年4月、世田谷パブリックシアター）[26]
- ミュージカル 狸御殿（2016年8月、新橋演舞場） - きららの方 役
- 三婆（2016年11月、新橋演舞場） - 武市タキ 役
- 鯨よ!私の手に乗れ（2017年1月） - 演出・出演
- 川を渡る夏（2017年9月15日 - 9月24日、すみだパークスタジオ倉） - 作・監修
- 喜劇 有頂天一座（2018年2月1日 - 2月12日、松竹）作：北條秀司/演出：齋藤雅文
- 肉の海（2018年6月7日 - 6月17日、本多劇場）作：上田岳弘「塔と重力」脚本・演出：渡辺えり
- 喜劇 老後の資金がありません（2021年8月~9月、東京・大阪）- 主演・後藤篤子 役
- ガラスの動物園 / 消えなさいローラ（2023年11月、東京・山形・大阪） - 上演台本・演出・出演 - アマンダ・ウィングフィールド 役 / 女 役（トリプルキャスト）[27]
- さるすべり（2024年4月6日 - 15日〈予定〉、紀伊國屋ホール） - 作・演出[28][29]
- 初夏の新派祭「喜劇 お江戸みやげ」（2024年6月1日 - 6月23日、三越劇場） - 主演・お辻 役[30]
- 渡辺えり古稀記念2作連続公演「鯨よ!私の手に乗れ」「りぼん」（2025年1月8日 - 19日、本多劇場 / 1月22日、山形市民会館）[31]
- 二月新派喜劇公演「三婆」（2025年2月1日 - 24日、新橋演舞場 他）[32]
- オフィス3〇〇特別公演「少女仮面」（2025年6月11日 - 22日〈予定〉、下北沢ザ・スズナリ）[33]
- また本日も休診〜山医者のうた〜（2025年10月11日 - 11月22日、博多座）[34][35]

ほか、多数

### 監督
- バカヤロー! 私、怒ってます第一話「食べてどこがいけないの?」（1988年）
- スクールガール・セレナーデ 桂華學女小夜曲（1988年、日本テレビ）
- 逢魔が恋暦（1998年、主演：三田佳子、作：唐十郎）
- Zenmai（1998年）

### 吹き替え
- リロ&スティッチ（2025年6月6日、ウォルト・ディズニー・ジャパン） - トゥトゥ 役（エイミー・ヒル）[36]

### 情報・バラエティ
- ドリフと女優の爆笑劇場（テレビ朝日） - 森光子が経営している「森乃家旅館」の仲居 役
- しのぶとえり子のふっふっふ（1999年10月7日、フジテレビ） - 大竹しのぶと共にMC
- 情報7days ニュースキャスター（2008年10月4日 - 2013年3月23日、TBS） - コメンテーター
- 世界・ふしぎ発見!（2008年8月9日 - 、TBS） - ゲスト・準レギュラー
- THE・サンデー（日本テレビ） - コメンテーター
- 秘密のケンミンSHOW（読売テレビ） - 準レギュラー
- 大当たり 勘九郎劇場（NHK BS2） - 中村勘三郎のアシスタント
- 伝えてピカッチ（NHK総合） - 不定期出演
- バイキング（2014年4月4日 - 、2017年3月31日、フジテレビ） - 金曜レギュラー[37]
- しんぶん赤旗（2013年7月14日）
- フルタチさん（2017年7月23日、フジテレビ） - ゲスト
- 朝だ!生です旅サラダ（2017年12月23日、朝日放送テレビ） - ゲスト

他多数
- ぶらり途中下車の旅（2023年5月27日、日本テレビ) - 小田急線の旅　旅人として初出演。

他多数

### CM
- 学生援護会（現：パーソルキャリア） 日刊アルバイトニュース（1985年）
- 象印マホービン 電子炊飯ジャー・いろいろ炊ける（1986年）
- 東洋水産 マルちゃん 昔ながらの中華そば（2001年）
- 大日本除虫菊 タンスにゴン、サンポール、フロ釜ジェット
- サントリーフーズ BOSSレインボーマウンテン（2009年）
- トヨタ自動車 ReBORN（2013年） - 北政所 役
- ヤクルト ヤクルト400（2017年）
- 花王 ハミングFine（2017年） - 吉田羊と共演
- 通販生活 薄焼いわし

### ドキュメンタリー
- NHKスペシャル「病の起源」（2008年11月16日、NHK総合）
家族が糖尿病である（番組で告白）。家族因子を持ち、且つ現在太っているだけに現実的恐怖として糖尿病に対する危機感を持っていることから起用されたが、日本人の場合肥満以外の要素が糖尿病発症の主因となっていることに驚いていた。

### ラジオ
- 明日への伝言板（2010年10月 - 2011年3月） - 金曜日担当

ラジオドラマ
- ぼんくら・日暮らし（2005年10月 - 2006年3月、ABCラジオ） - お徳 役
- 笑福亭鶴瓶 日曜日のそれ「ラクゴドラマ 文七元結」（2024年9月1日、ニッポン放送） - お兼、女中、スシローの出前 役（三役）[38]

### ゲーム
- 二ノ国 漆黒の魔導士（2010年） - レイラ / カウラ 役

## 音楽

### CD
- 風が吹いてきたら（1999年） - 作詞：五木寛之、作曲：三木たかし

### 作詞
- 父さんのつくった歌 - 作曲：サイモン・ジェフス（1982年12月 - 1983年1月、みんなのうた）

## 受賞歴
- 1980年 - シアターグリーン賞受賞 『改訂版タ・イ・ム（夢坂下って雨が降る）』
- 1983年 - 第27回岸田國士戯曲賞 『ゲゲゲのげ 逢魔が時に揺れるブランコ』
- 1987年 - 第22回紀伊國屋演劇賞『瞼の女 まだ見ぬ海からの手紙』
- 1991年 - プラハ国際テレビ祭グランプリ 『音・静かの海に眠れ』[39]
- 1995年 - 第18回日本アカデミー賞優秀助演女優賞 『忠臣蔵外伝四谷怪談』[40]
- 1995年 - 第4回日本映画プロフェッショナル大賞特別賞 『忠臣蔵外伝四谷怪談』『怖がる人々』
- 1996年 - 第21回報知映画賞助演女優賞 『Shall We ダンス?』
- 1997年 - 第20回日本アカデミー賞最優秀助演女優賞 『Shall We ダンス?』[41]
- 2015年 - 2015 55th ACC CM FESTIVAL・クラフト賞 フィルム部門 演技賞 - 東京ガス「家族の絆・母とは」のCMの演技に対して[42]。

## 著書

### 戯曲
- ゲゲゲのげ 逢魔が時に揺れるブランコ 白水社 1983.8
- 夜の影 優しい怪談 戯曲 深夜叢書社 1983.2
- 瞼の女 まだ見ぬ海からの手紙 白水社 1985.1
- タ・イ・ム／夢坂下って雨が降る (シリーズ戯曲新世紀） ペヨトル工房 1994.9
- 渡辺えり子1 光る時間／月夜の道化師 ハヤカワ演劇文庫 2007.11
- 渡辺えり子2 ゲゲゲのげ／瞼の女 ハヤカワ演劇文庫 2008.11

### その他
- 屋根裏部屋のハミング（小説集）筑摩書房 1988.10
- 不夜城の乙女（エッセイ集）早川書房 1988.3
- こんな女になってみたい（エッセイ）PHP研究所 1991.9
- うたた寝のジュリエット（エッセイ）フレーベル館 1993.6 （クリエイティブウーマンシリーズ）
- えり子の冒険 早すぎる自叙伝 小学館 2003.10
- 思い入れ歌謡劇場 中央公論新社 2003.9
- 芝居語り 渡辺えり子対話集 小学館 2006.8

### エッセー
- 朝日新聞「渡辺えりの心に残るひととき」（2017年3月28日 - ）